# Кевін Каррен
Кевін Каррен (англ. Kevin Curren; нар. 2 березня 1958) — колишній південноафриканський тенісист.
Найвищу одиночну позицію світового рейтингу — 5 місце досяг 22 липня 1985, парну — 3 місце — 3 січня 1983 року.
Здобув 5 одиночних та 26 парних титулів.
Перемагав на турнірах Великого шолома в парному та змішаному парному розрядах.
Завершив кар'єру 1993 року.

## Фінали турнірів Великого шолома

### Одиночний розряд: 2 (2 поразки)
| Результат | Рік  | Турнір                                 | Покриття | Суперник      | Рахунок                      |
| --------- | ---- | -------------------------------------- | -------- | ------------- | ---------------------------- |
| Поразка   | 1984 | Відкритий чемпіонат Австралії з тенісу | Трава    | Матс Віландер | 7–6(7–5), 4–6, 6–7(3–7), 2–6 |
| Поразка   | 1985 | Вімблдонський турнір                   | Трава    | Борис Бекер   | 3–6, 7–6(7–4), 6–7(3–7), 4–6 |

### Парний розряд: 1 (1 перемога)
| Результат | Рік  | Турнір                           | Покриття | Партнер     | Суперники                | Рахунок                      |
| --------- | ---- | -------------------------------- | -------- | ----------- | ------------------------ | ---------------------------- |
| Перемога  | 1982 | Відкритий чемпіонат США з тенісу | Тверде   | Стів Дентон | Віктор Амая Генк Пфістер | 6–2, 6–7(4–7), 5–7, 6–2, 6–4 |

### Мікст: 3 (3 перемоги)
| Результат | Рік  | Турнір                           | Покриття | Партнер  | Суперники                   | Рахунок                 |
| --------- | ---- | -------------------------------- | -------- | -------- | --------------------------- | ----------------------- |
| Перемога  | 1981 | Відкритий чемпіонат США з тенісу | Тверде   | Енн Сміт | Джоанн Расселл Стів Дентон  | 6–4, 7–6                |
| Перемога  | 1982 | Вімблдонський турнір             | Трава    | Енн Сміт | Венді Тернбулл Джон Ллойд   | 2–6, 6–3, 7–5           |
| Перемога  | 1982 | Відкритий чемпіонат США          | Тверде   | Енн Сміт | Барбара Поттер Ферді Тейган | 6–7, 7–6(7–4), 7–6(7–5) |

## Фінали турнірів ATP за кар'єру

### Одиночний розряд: 13 (5–8)
| Результат | W/L | Дата     | Турнір                                           | Покриття  | Суперник        | Рахунок                      |
| --------- | --- | -------- | ------------------------------------------------ | --------- | --------------- | ---------------------------- |
| Перемога  | 1–0 | Кві 1981 | Йоганнесбург, ПАР                                | Тверде    | Бернард Міттон  | 6–4, 6–4                     |
| Поразка   | 1–1 | Вер 1982 | Los Angeles-2 WCT, США                           | Килим (i) | Іван Лендл      | 6–7(5–7), 5–7, 1–6           |
| Поразка   | 1–2 | Жов 1982 | Amsterdam WCT, Нідерланди                        | Килим (i) | Войцех Фібак    | 5–7, 6–3, 4–6, 3–6           |
| Перемога  | 2–2 | Лис 1982 | Кельн, Німеччина                                 | Килим (i) | Шломо Глікштейн | 2–6, 6–2, 6–3                |
| Поразка   | 2–3 | Бер 1983 | Мілан, Італія                                    | Килим (i) | Іван Лендл      | 7–5, 3–6, 6–7(4–7)           |
| Поразка   | 2–4 | Гру 1984 | Відкритий чемпіонат Австралії з тенісу, Мельбурн | Трава     | Матс Віландер   | 7–6(7–5), 4–6, 6–7(3–7), 2–6 |
| Перемога  | 3–4 | Лют 1985 | Торонто, Канада                                  | Килим (i) | Андерс Яррід    | 7–6(8–6), 6–3                |
| Поразка   | 3–5 | Бер 1985 | Х'юстон WCT, США                                 | Килим (i) | Джон Макінрой   | 5–7, 1–6, 6–7(4–7)           |
| Поразка   | 3–6 | Лип 1985 | Вімблдонський турнір, Велика Британія            | Трава     | Борис Бекер     | 3–6, 7–6(7–4), 6–7(3–7), 4–6 |
| Перемога  | 4–6 | Кві 1986 | Атланта, США                                     | Килим (i) | Тім Вілкінсон   | 7–6(7–5), 7–6(7–2)           |
| Поразка   | 4–7 | Жов 1986 | Скоттсдейл, США                                  | Тверде    | Джон Макінрой   | 3–6, 6–3, 2–6                |
| Поразка   | 4–8 | Сер 1988 | Торонто, Канада                                  | Тверде    | Іван Лендл      | 6–7(10–12), 2–6              |
| Перемога  | 5–8 | Жов 1989 | Франкфурт-на-Майні, Німеччина                    | Килим (i) | Петр Корда      | 6–2, 7–5                     |

### Парний розряд: 53 (26–27)
| Результат | Ранг | Дата | Турнір                                     | Покриття   | Партнер         | Суперники                               | Рахунок                 |
| --------- | ---- | ---- | ------------------------------------------ | ---------- | --------------- | --------------------------------------- | ----------------------- |
| Перемога  | 1.   | 1980 | Денвер, США                                | Килим (i)  | Стів Дентон     | Войцех Фібак Гайнц Ґюнтгардт            | 7–5, 6–2                |
| Поразка   | 1.   | 1980 | Вашингтон, США                             | Килим (i)  | Стів Дентон     | Ферді Тейган Браян Тічер                | 6–4, 3–6, 6–7           |
| Поразка   | 2.   | 1980 | Норт-Конвей, США                           | Ґрунт      | Стів Дентон     | Джиммі Коннорс Браян Готтфрід           | 6–7, 3–6                |
| Перемога  | 2.   | 1980 | Індіанаполіс, США                          | Ґрунт      | Стів Дентон     | Войцех Фібак Іван Лендл                 | 3–6, 7–6, 6–4           |
| Перемога  | 3.   | 1980 | Базель, Швейцарія                          | Тверде (i) | Стів Дентон     | Боб Г'юїтт Фрю Макміллан                | 6–7, 6–4, 6–4           |
| Перемога  | 4.   | 1981 | Monterrey WCT, Мексика                     | Килим (i)  | Стів Дентон     | Йохан Крік Расселл Сімпсон (тенісист)   | 7–6, 6–3                |
| Поразка   | 3.   | 1981 | Брюссель, Бельгія                          | Килим (i)  | Стів Дентон     | Сенді Меєр Фрю Макміллан                | 6–4, 3–6, 3–6           |
| Поразка   | 4.   | 1981 | Queen's Club, Велика Британія              | Трава      | Стів Дентон     | Пет Дюпре Браян Тічер                   | 6–3, 6–7, 9–11          |
| Поразка   | 5.   | 1981 | Ньюпорт, США                               | Трава      | Біллі Мартін    | Бред Дрюетт Ерік ван Діллен             | 2–6, 4–6                |
| Перемога  | 5.   | 1981 | Індіанаполіс, США                          | Ґрунт      | Стів Дентон     | Рауль Рамірес Вен Вінітскі              | 6–3, 5–7, 7–5           |
| Перемога  | 6.   | 1981 | Стокгольм, Швеція                          | Тверде (i) | Стів Дентон     | Шервуд Стюарт Ферді Тейган              | 6–7, 6–4, 6–0           |
| Поразка   | 6.   | 1982 | Masters Doubles WCT, Лондон                | Килим (i)  | Стів Дентон     | Гайнц Гюнтхардт Балаж Тароці            | 7–6, 3–6, 5–7, 4–6      |
| Перемога  | 7.   | 1982 | Денвер, США                                | Килим (i)  | Стів Дентон     | Філ Дент Кім Ворвік                     | 6–4, 6–4                |
| Перемога  | 8.   | 1982 | Мемфіс, США                                | Тверде (i) | Стів Дентон     | Пітер Флемінг Джон Макінрой             | 7–6, 4–6, 6–2           |
| Поразка   | 7.   | 1982 | Munich WCT, Західна Німеччина              | Килим (i)  | Стів Дентон     | Марк Едмондсон Томаш Шмід               | 6–4, 5–7, 2–6           |
| Поразка   | 8.   | 1982 | Роттердам, Нідерланди                      | Килим (i)  | Фріц Бунінг     | Марк Едмондсон Шервуд Стюарт            | 5–7, 2–6                |
| Перемога  | 9.   | 1982 | Х'юстон, США                               | Ґрунт      | Стів Дентон     | Марк Едмондсон Пітер Макнамара          | 7–5, 6–4                |
| Перемога  | 10.  | 1982 | Відкритий чемпіонат США з тенісу, Нью-Йорк | Тверде     | Стів Дентон     | Віктор Амая Генк Пфістер                | 6–2, 6–7, 5–7, 6–2, 6–4 |
| Перемога  | 11.  | 1982 | Los Angeles-2 WCT, США                     | Килим (i)  | Генк Пфістер    | Енді Ендрюс (тенісист) Дрю Джітлін      | 4–6, 6–2, 7–5           |
| Поразка   | 9.   | 1982 | Amsterdam WCT, Нідерланди                  | Килим (i)  | Бастер Моттрам  | Фріц Бунінг Томаш Шмід                  | 6–4, 3–6, 0–6           |
| Перемога  | 12.  | 1983 | Філадельфія, США                           | Килим (i)  | Стів Дентон     | Пітер Флемінґ Джон Макінрой             | 6–4, 7–6                |
| Перемога  | 13.  | 1983 | Munich WCT, Західна Німеччина              | Килим (i)  | Стів Дентон     | Гайнц Гюнтхардт Балаж Тароці            | 7–5, 2–6, 6–1           |
| Перемога  | 14.  | 1983 | Houston WCT, США                           | Ґрунт      | Стів Дентон     | Марк Діксон Томаш Шмід                  | 7–6, 6–7, 6–1           |
| Перемога  | 15.  | 1983 | Лас-Вегас, США                             | Тверде     | Стів Дентон     | Трейсі Делатт Йохан Крік                | 6–3, 7–5                |
| Поразка   | 10.  | 1983 | Forest Hills WCT, США                      | Ґрунт      | Стів Дентон     | Трейсі Делатт Йохан Крік                | 7–6, 5–7, 3–6           |
| Поразка   | 11.  | 1983 | Queen's Club, Велика Британія              | Трава      | Стів Дентон     | Браян Готтфрід Пол Макнамі              | 4–6, 3–6                |
| Поразка   | 12.  | 1984 | Richmond WCT, США                          | Килим (i)  | Стів Дентон     | Джон Макінрой Патрік Макінрой           | 6–7, 2–6                |
| Поразка   | 13.  | 1984 | Брюссель, Бельгія                          | Килим (i)  | Стів Дентон     | Тім Галліксон Том Галліксон             | 4–6, 7–6, 6–7           |
| Перемога  | 16.  | 1984 | Роттердам, Нідерланди                      | Килим (i)  | Войцех Фібак    | Фріц Бунінг Ферді Тейган                | 6–4, 6–4                |
| Поразка   | 14.  | 1984 | Мілан, Італія                              | Килим (i)  | Стів Дентон     | Павел Сложил Томаш Шмід                 | 4–6, 3–6                |
| Поразка   | 15.  | 1985 | Мемфіс, США                                | Тверде (i) | Стів Дентон     | Павел Сложил Томаш Шмід                 | 6–1, 3–6, 4–6           |
| Поразка   | 16.  | 1985 | Брюссель, Бельгія                          | Килим (i)  | Войцех Фібак    | Стефан Едберг Андерс Яррід              | 3–6, 6–7                |
| Перемога  | 17.  | 1986 | Queen's Club, Велика Британія              | Трава      | Гі Форже        | Даррен Кейгілл Марк Кратцманн           | 6–2, 7–6                |
| Перемога  | 18.  | 1987 | Токіо, Японія                              | Тверде     | Пол Еннекон     | Андрес Гомес Андерс Яррід               | 6–4, 7–6                |
| Перемога  | 19.  | 1987 | Лос-Анджелес, США                          | Тверде     | Девід Пейт      | Бред Гілберт Тім Вілкінсон              | 6–3, 6–4                |
| Перемога  | 20.  | 1987 | Йоганесбурґ, ПАР                           | Тверде (i) | Девід Пейт      | Ерік Коріта Бред Пірс                   | 6–4, 6–4                |
| Перемога  | 21.  | 1988 | Мемфіс, США                                | Тверде (i) | Девід Пейт      | Петер Лундгрен Мікаель Пернфорс         | 6–2, 6–2                |
| Поразка   | 17.  | 1988 | Філадельфія, США                           | Килим (i)  | Дані Віссер     | Келле Евернден Йохан Крік               | 6–7, 3–6                |
| Поразка   | 18.  | 1988 | Відень, Австрія                            | Килим (i)  | Томаш Шмід      | Алекс Антоніч Балаж Тароці              | 6–4, 3–6, 6–7           |
| Перемога  | 22.  | 1988 | Стокгольм, Швеція                          | Тверде (i) | Джим Грабб      | Пол Еннекон Джон Фіцджеральд (тенісист) | 7–5, 7–5                |
| Перемога  | 23.  | 1988 | Йоганесбурґ, ПАР                           | Тверде (i) | Девід Пейт      | Гері Мюллер Тім Вілкінсон               | 7–6, 6–4                |
| Поразка   | 19.  | 1989 | Індіан-Веллс, США                          | Тверде     | Девід Пейт      | Борис Бекер Якоб Гласек                 | 6–3, 3–6, 4–6           |
| Поразка   | 20.  | 1989 | Tokyo Outdoor, Японія                      | Тверде     | Девід Пейт      | Кен Флек Роберт Сегусо                  | 4–6, 4–6                |
| Перемога  | 24.  | 1989 | Токіо Indoor, Японія                       | Килим (i)  | Девід Пейт      | Андрес Гомес Слободан Живоїнович        | 4–6, 6–3, 7–6           |
| Поразка   | 21.  | 1989 | Франкфурт-на-Майні, Західна Німеччина      | Килим (i)  | Ерік Єлен       | Пітер Олдріч Дані Віссер                | 6–7, 7–6, 3–6           |
| Поразка   | 22.  | 1989 | Вемблі, Велика Британія                    | Килим (i)  | Джеремі Бейтс   | Якоб Гласек Джон Макінрой               | 1–6, 6–7                |
| Поразка   | 23.  | 1990 | Toronto Indoor, Канада                     | Килим (i)  | Ніл Брод        | Патрік Гелбрайт Девід Макферсон         | 6–2, 4–6, 3–6           |
| Поразка   | 24.  | 1990 | Гонконг, Велика Британія                   | Тверде     | Джой Райв       | Пет Кеш Веллі Месур                     | 3–6, 3–6                |
| Перемога  | 25.  | 1990 | Queen's Club, Велика Британія              | Трава      | Джеремі Бейтс   | Анрі Леконт Іван Лендл                  | 6–2, 7–6                |
| Поразка   | 25.  | 1990 | Берлін, Німеччина                          | Килим (i)  | Патрік Гелбрайт | Пітер Олдріч Дані Віссер                | 6–7, 6–7                |
| Поразка   | 26.  | 1991 | Ліон, Франція                              | Тверде (i) | Джеремі Бейтс   | Стів Девріє Девід Макферсон             | 6–7, 6–3, 3–6           |
| Поразка   | 27.  | 1992 | Мемфіс, США                                | Тверде (i) | Гері Мюллер     | Тодд Вудбрідж Марк Вудфорд              | 5–7, 6–4, 6–7           |
| Перемога  | 26.  | 1992 | Сеул, Південна Корея                       | Тверде     | Гері Мюллер     | Келле Евернден Бред Пірс                | 7–6, 6–4                |

## Виступи в одиночних турнірах Великого шолома
| W | Ф | ПФ | ЧФ | #Р | КТ | К# | DNQ | A | NH |

|                                        | ПАР  | ПАР  | ПАР  | ПАР  | ПАР  | ПАР  | ПАР  | США  | США  | США  | США  | США  | США  | США  | США  |        |       |
| Турнір                                 | 1978 | 1979 | 1980 | 1981 | 1982 | 1983 | 1984 | 1985 | 1986 | 1987 | 1988 | 1989 | 1990 | 1991 | 1992 | SR     | В-П   |
| Відкритий чемпіонат Австралії з тенісу |      |      |      | 2р   |      |      | Ф    |      | NH   | 3р   |      |      |      |      |      | 0 / 3  | 9–3   |
| Відкритий чемпіонат Франції з тенісу   |      |      |      |      |      |      |      |      |      |      |      |      |      |      | 2р   | 0 / 1  | 1–1   |
| Вімблдонський турнір                   |      |      | 4р   | 2р   | 3р   | ПФ   | 4р   | Ф    | 1р   | 2р   | 1р   | 3р   | ЧФ   | 2р   | 1р   | 0 / 13 | 28–13 |
| Відкритий чемпіонат США з тенісу       | 2р   | 2р   |      | 4р   | 1р   |      | 2р   | 1р   | 2р   |      | 2р   |      | 4р   | 2р   | 1р   | 0 / 11 | 12–11 |
| В-П                                    | 1–1  | 1–1  | 3–1  | 5–3  | 2–2  | 5–1  | 10–3 | 6–2  | 1–2  | 3–2  | 1–2  | 2–1  | 7–2  | 2–2  | 1–3  | 0 / 28 | 50–28 |